# Andrzej Kostrzewa
Andrzej Piotr Kostrzewa (Wolina, 31 de julio de 1958) es un deportista polaco que compitió en esgrima, especialista en la modalidad de sable. Ganó tres medallas en el Campeonato Mundial de Esgrima entre los años 1979 y 1986, y una medalla en el Campeonato Europeo de Esgrima de 1982.

## Palmarés internacional
| Campeonato Mundial | Campeonato Mundial         | Campeonato Mundial | Campeonato Mundial |
| Año                | Lugar                      | Medalla            | Prueba             |
| ------------------ | -------------------------- | ------------------ | ------------------ |
| 1979               | Melbourne (Australia)      | Medalla de bronce  | Sable por equipos  |
| 1981               | Clermont-Ferrand (Francia) | Medalla de bronce  | Sable por equipos  |
| 1986               | Sofía (Bulgaria)           | Medalla de plata   | Sable por equipos  |
| Campeonato Europeo |                            |                    |                    |
| Año                | Lugar                      | Medalla            | Prueba             |
| 1982               | Mödling (Austria)          | Medalla de plata   | Sable individual   |